# Haus Wenge

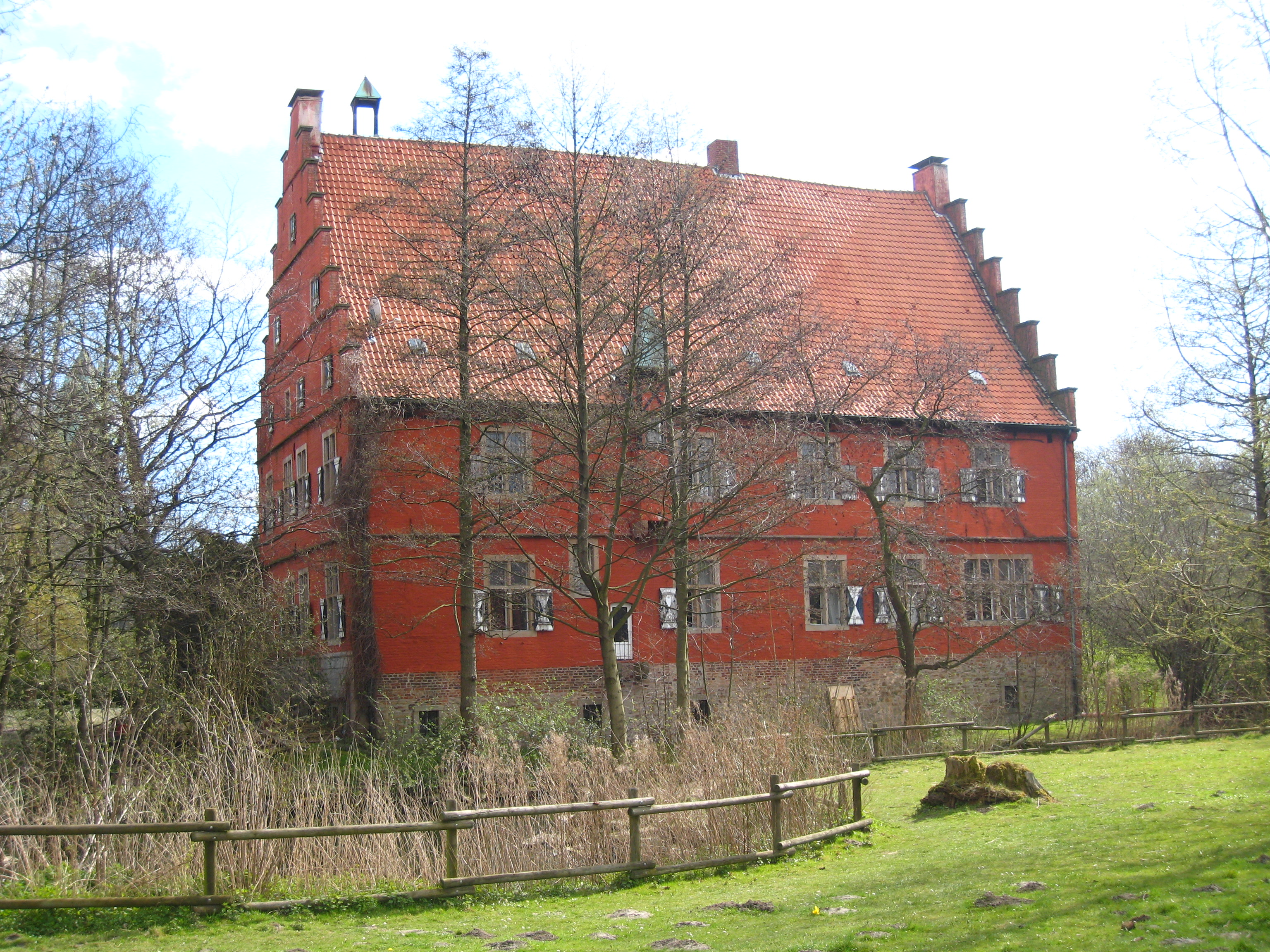
Haus Wenge

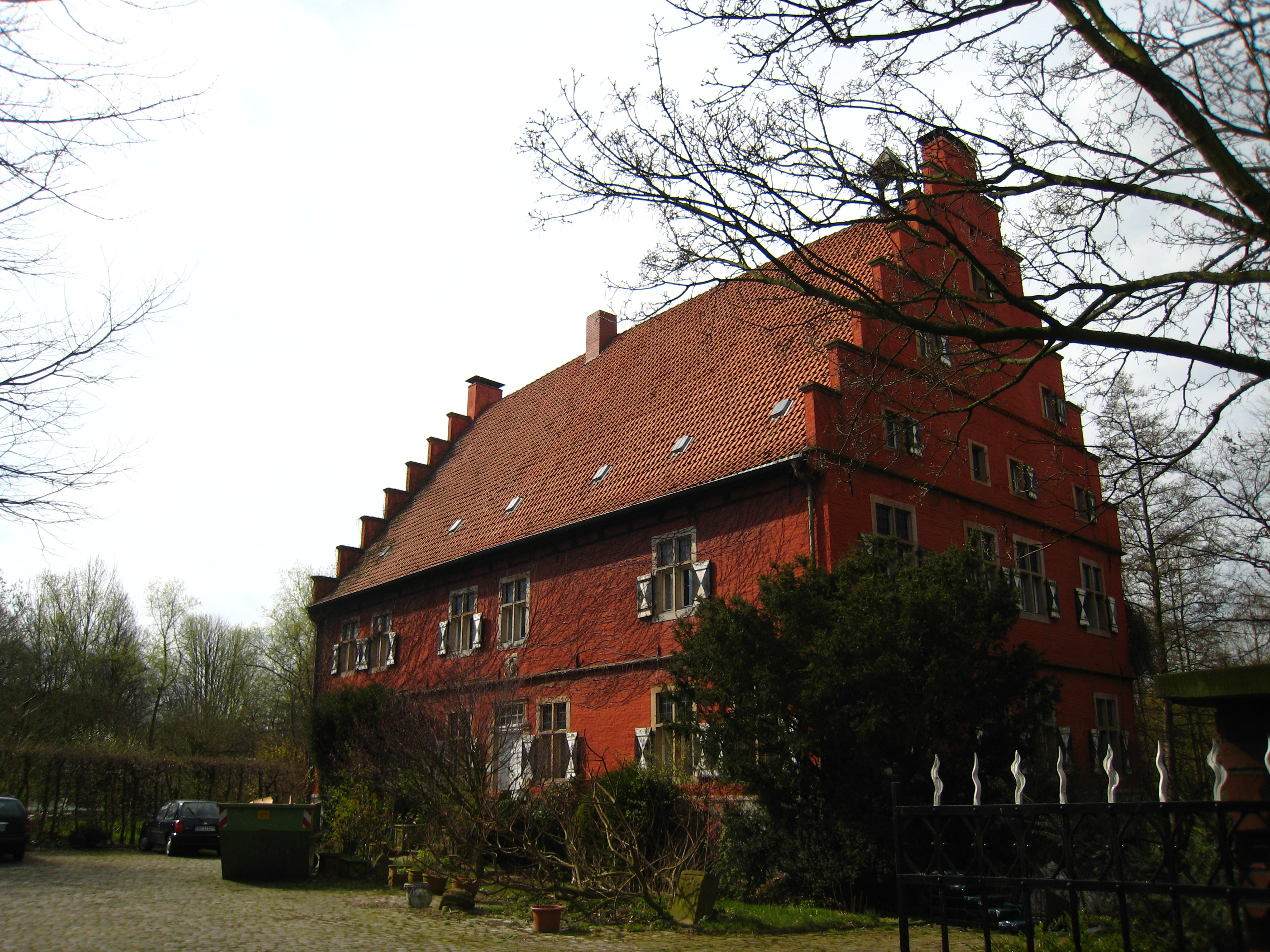
Frontansicht

Das Haus Wenge ist ein ehemaliger Adelssitz in Dortmund-Lanstrop.

## Geschichte
Ein Ritter Henricus de Wenge wird erstmals 1239 erwähnt. Die Wasserburg wurde im 13. Jahrhundert von Goswin und Johann von der Wenge erbaut. Grundmauern und Teile der Umfassung des Rittersitzes Haus Wenge sind bis heute erhalten. Dieser Rittersitz ist der Ursprungsort des Adelsgeschlechts der Herren und späteren Freiherren von der Wenge sowie ihrer zu Beginn des 15. Jahrhunderts in die baltischen Länder ausgewanderten Nebenlinie, den 1817 in den russischen Grafenstand erhobenen von der Wenge genannt Lambsdorff (dieser Name bezieht sich auf eine ältere Schreibweise von Lanstrop).
1648 ging der Besitz durch Erbschaft an die Familie von Neuhoff und später an die Familie von Beverförde zu Werries über. Danach gelangte es wieder in die Hände derer von der Wenge: Als Besitzer wird 1800 Clemens August von der Wenge genannt. Nach dem Tod seines Sohnes Friedrich Florens Raban 1850 fiel das Erbe der Familie von der Wenge, darunter auch Schloss Beck, an die Nachfahren seiner Schwester, einer verheirateten Gräfin Wolff-Metternich zur Gracht auf Schloss Gracht bei Liblar.

## Beschreibung
Das Haus Wenge ist das einzige im Raum Dortmund erhaltene Adelshaus des 16. Jahrhunderts mit gotischen Formen. Es ist als Baudenkmal in die Denkmalliste der Stadt Dortmund eingetragen. Das zweigeschossige Herrenhaus mit dem Staffelgiebel in Backstein und den Steinkreuzfenstern entstand im 16. Jahrhundert und zeigt noch gotische Formen. Diese äußere Formen blieben auch beibehalten, als das Haus nach der Zerstörung durch spanische Truppen im Jahre 1598 wieder aufgebaut wurde. Im Inneren dagegen richtete man das Herrenhaus nach dem Wohngeschmack der Barockzeit ein. Anfang des 19. Jahrhunderts erfolgten einige bauliche Veränderungen am Portal und an den Kaminen.
Das 25 Meter lange und 14,5 Meter breite freitragende Sparrendach wurde ohne Stützen und Pfetten konstruiert und wird nur durch Holznägel zusammengehalten. Der Dachstuhl ist in seiner speziellen Konstruktion einzigartig in Nordrhein-Westfalen.

## Aktuelle Situation
Seit 1952 gehört das Grundstück der Stadt Dortmund. Die Wasserburg wurde zwischen 1962 und heute (mit Unterbrechungen) umfassend restauriert. Es ist geplant, die Renovierung im Jahr 2021 abzuschließen. Der Besitz am Haus ist für 99 Jahre per Erbbaurecht vergeben. Zum 1. April 2023 hat die Stadt Dortmund mit dem Haus Wenge Lanstrop e. V. einen Nutzungsvertrag zu Haus Wenge abgeschlossen. Die Öffnung für die Öffentlichkeit erfolgt am 6. Mai 2023. Der Verein beabsichtigt, die Wasserburg für Veranstaltungen, wie z. B. Ausstellungen, gelegentliche Konzerte und Trauungen der Öffentlichkeit zugänglich zu machen. 